# Artery
Artery war eine britische Post-Punk-Band aus Sheffield, die 1979 gegründet wurde. Die Besetzung war Toyce Ashley (Gesang, Gitarre), Neil McKenzie (Bass), Mark Gouldthorpe (Gitarre) und Garry Wilson (Schlagzeug). Sie nannten sich ursprünglich "The But", doch entschieden sie sich schnell für einen Namenswechsel. Nach einigen Wechseln in der Besetzung und einigen Platten löste sich die Band 1985 auf. 2006 erschien eine Zusammenstellung ihrer Songs auf CD.

## Diskografie
Alben
- 1982: Oceans (Red Flame)
- 1983: One Afternoon in a Hot Air Balloon (Red Flame)
- 1984: The Second Coming (Golden Dawn)
- 1985: Afterwards (Pleasantly Surprised)
- 1985: Number Four – Live in Amsterdam (Red Flame)
- 2006: Into the Garden – An Artery Collection (Cherry Red Records)
- 2006: Afterwards – Recordings from 1979 to 1983 (Spinney Records)
- 2007: Meltdown Live 2007 (Eigenveröffentlichung)
- 2007: Civilisation (Twinspeed Records)

Singles und EPs
- 1979: Mother Moon (Limited Edition Records)
- 1980: Unbalanced (Aardvark)
- 1981: Cars in Motion (Aardvark)
- 1981: Afterwards (Armageddon Records)
- 1982: The Clown (Red Flame)
- 1983: The Alabama Song (Red Flame; auch als Maxi-Single)
- 1984: Diamonds in the Mine (Golden Dawn; auch als Maxi-Single)
- 1984: A Big Machine (Maxi-Single; Golden Dawn)
- 2009: Standing Still E.P. (EP; Phantom Power Records)

DVDs
- 2009:  3 Days In June – The Reformation of Artery (Sheffield Vision)

Kompilationsbeiträge
- 1980: The Slide auf Bouquet of Steel  (Retro Records/Aardvark)
- 1981: Into the Garden auf Moonlight Radio (Armageddon Records)
- 1982: Afterwards auf Fear and Fantasy (Armageddon Records)
- 1983: Being there auf The Angles are coming (Pleasantly Surprised)
- 1983: The Ghost of a small Tour Boat Captain und Into the Garden auf Red Flame – the Story so far (Red Flame)
- 1984: A Song for Lena auf Red Flame … a Compilation (Virgin Records/Red Flame)
- 1984: Diamonds in the Mine [Live] auf Dreams and Desires (Pleasantly Surprised)
- 1985: Into the Garden auf Goodbye to all that (Red Flame)
- 1995: Viva Revolution auf Back 2 Mono (Wall Of Sound)
- 1997: The First XI auf The Dollar (Wall Of Sound)
- 1998: The Dollar auf Bustin’ Loose (Wall Of Sound)
- 2003: Afterwards auf Crispy Ambulance – Black Music / Atlantic Crossing (LTM Recordings)
- 2005: Being there und Afterwards auf Beats working for a Living! – Rare forgotten Demos 73–84 (Record Collector)
- 2007: The Slide auf D-I-Y – Do it Yourself (Soul Jazz Records)
- 2017: Into the Garden auf Silhouettes & Statues – a Gothic Revolution 1978–1986 (Cherry Red Records)
- o. J.: Heinz auf Messthetics #5 UK `77–81 "D.I.Y" & DIY-Punk: "A" (Hyped to Death)